# مارجاريته خان
مارجاريته خان (بالألمانية: Margarete Kahn)‏ هي رياضياتية ألمانية، ولدت في 27 أغسطس 1880 في إشفيغه في ألمانيا، وتوفيت في 28 مارس 1942 في Piaski, Świdnik County ‏ في بولندا.